# Felhőtlen Philadelphia
A Felhőtlen Philadelphia (eredeti cím: It's Always Sunny in Philadelphia) egy 2005-ben indult amerikai vígjátéksorozat.

## Történet
Charlie, Mac, Dennis és Dee története arról szól hogy milyen baromságokba keverednek bele. A három srác és egy lány barátsága igen lanka, egyedül az általuk birtokolt Paddy's kocsma köti össze őket. Mindig belekeverednek valamibe, akármiről legyen szó, mindig Ők húzzák a rövidebbet. Dennis és Dee testvérek, de attól függetlenül néha olyan dolgokat csinálnak, amiket nem kéne. Mindenkit a pénz hajt. Philadelphia számukra a paradicsomot jelenti, attól függetlenül pokollá változtatják saját és egymás életét. Dennis minden lánnyal viszonyt tart vagy viszonyt akar tartani, Mac apja börtönben ül, anyja pedig egy tapló. A kis Mac egyedül kellett hogy felnőjön és bármit megtenne, hogy egy jobb sorsa legyen, de nem megy sose. A Jótét lélek akar lenni, de sokszor maga az ördög. Dennis-szel néha ki nem állhatják egymást, néha meg puszipajtások. Charlie a neveletlen komisz és kevésbé higiénikus tagja a csapatnak. Általában magára marad, de mindig tőle kérnek segítséget. Szerelmes a rivális kocsma pultosába. Mindig megvádolják valamivel, ami sokszor nem igaz és sokszor bajba kerül barátai miatt.

## Szereplők
| Szerep          | Színész        | Magyar hang                   |
| --------------- | -------------- | ----------------------------- |
| Mac             | Rob McElhenney | Breyer Zoltán/Dányi Krisztián |
| Charlie Kelly   | Charlie Day    | Pálmai Szabolcs               |
| Dennis Reynolds | Glenn Howerton | Szabó Máté                    |
| Dee Reynolds    | Kaitlin Olson  | Zsigmond Tamara               |
| Frank Reynolds  | Danny DeVito   | Forgács Gábor (1-16. évad)    |
| Mrs. Reynolds   | Anne Archer    |                               |